# Fimbul-Schelfeis
Koordinaten: 70° 30′ S, 0° 10′ W
Das Fimbul-Schelfeis ist ein Schelfeis vor der Prinzessin-Martha-Küste des ostantarktischen Königin-Maud-Lands. Es ist 200 km lang, etwa 100 km breit, wird vom Jutulstraumen gespeist und schwimmt zwischen 3° östlicher und westlicher Breite auf der Lasarew-See auf.
Erste Luftaufnahmen des Schelfeises entstanden bei der Deutschen Antarktischen Expedition (1938–1939). Norwegische Kartografen kartierten es anhand geodätischer Vermessungen der Norwegisch-Britisch-Schwedischen Antarktisexpedition (1949–1952) und mithilfe von Luftaufnahmen der Dritten Norwegischen Antarktisexpedition (1956–1960). Im Norwegischen heißt das Schelfeis Fimbulisen, was so viel bedeutet wie „großes Eis“.